# SV Motor Altenburg
Der SV Motor Altenburg e. V. ist ein Sportverein aus der ostthüringischen Stadt Altenburg. Am bekanntesten ist seine Fußballabteilung. Darüber hinaus wurden im Verein bis 2012 Judo, Kegeln, Tischtennis und Turnen betrieben. Die Vereinsfarben sind Schwarz-Gelb.

## Geschichte

### BSG Motor Altenburg
Als Vorgängerverein im Sinne der Traditionslinie kann die 1908 gegründete Eintracht 08 Altenburg gelten. Zum 1. Januar 1946 wurde diese, wie alle Sportvereine, verboten und aufgelöst. 1946 wurde dann die Sportgemeinschaft (SG) Altenburg Nord gegründet, welche drei Jahre später, am 1. Oktober 1949, mit den SG Altenburg Süd und Altenburg Ost zur ZSG Altenburg zusammengelegt wurde. Deren Fußballer wurden 1949 Vizemeister in Thüringen und qualifizierten sich für die neu geschaffene höchste DDR-Fußballklasse DDR-Oberliga. Dort spielte die Sportgemeinschaft bis 1952, ab 1951 als Betriebssportgemeinschaft (BSG) Stahl, ab 24. Mai 1952 als Motor Altenburg. Es folgten viele Jahre in der DDR-Liga und in der Bezirksliga. Auch in dieser Zeit brachte Altenburg fünf spätere Nationalspieler hervor (siehe unten).

### Stammelf 1949–1952 (DDR-Oberliga)
- Tor: Walter Jäschke (47)
- Abwehr: Günther Hercher (59) Herbert Klemig (92)
- Mittelfeld: Heinz Sittner (80) Heinz Gerber (64) Karl Melzer (81) Hans Pohle (42)
- Sturm: Heinz Vollert (53) Walter Schellenberg (54) Karl Friedemann (35) Manfred Thiere (60) Friedhelm Seifarth (75)

(in Klammern Zahl der Einsätze, Spielsystem 2-3-5)

### Spätere Nationalspieler
- Rainer Baumann, 2 × für Lok Leipzig
- Arthur Bialas, 1 × für Empor Rostock
- Perry Bräutigam, 3 × für Carl Zeiss Jena
- Hans-Georg Kiupel, 1 × für Vorwärts Berlin
- Uwe Rösler, 5 × für Magdeburg

## Ab den 1990er Jahren
Nach der politischen Wende von 1989 konnte die Betriebssportgemeinschaft wieder in einen Verein, den SV 1990 Altenburg, umgewandelt werden, dessen Fußballer ab 1990/91 in der Landesliga Sachsen (5. Liga) spielten. Nach der Neuaufteilung der Länder wechselte Altenburg nach Thüringen und so spielte der SV bis zum Abstieg im Jahre 2000 in der Thüringer Landesliga. 1999 erfolgte die Namensänderung in SV Motor Altenburg.
2001 stieg die Mannschaft in die Bezirksliga Ostthüringen ab. 2006 gewann Motor Altenburg den OTFB-Pokal (Ostthüringen-Pokal) und schaffte den Aufstieg in die Landesklasse. Darüber hinaus gewann die Mannschaft gegen den SV Stahl Unterwellenborn die Ostthüringen-Meisterschaft. Im Spieljahr 2007/08 erreichte das Team um Trainer Frank Weidner den 2. Platz in der Landesklasse Ost, was zur Relegation um den Aufstieg in die Landesliga Thüringen berechtigte. Das Hinspiel wurde zuhause gegen den SV Borsch (2. der Landesklasse West) 2:0 verloren, so dass ein 2:1-Sieg beim SV Borsch nicht für den Aufstieg reichte. 2009 gelang der direkte Aufstieg in die Thüringenliga. Ab der Saison 2013/14 bildete der SV Motor mit dem SV Lok die Spielgemeinschaft Motor/Lok Altenburg, die nach dem Ende der Saison 2015/16 wieder beendet wurde. Mit dem 14. Tabellenplatz in der Saison 2016/17 stieg der SV Motor aus der Thüringenliga in die Landesklasse ab.
Nach einem 8. Platz in der Saison 2017/18 zog der Verein vor dem Beginn der Spielzeit 2018/19 die 1. Männermannschaft aus der Landesklasse zurück und nahm nur mit der ehemals 2. Mannschaft in der 1. Kreisklasse Ostthüringen Staffel A am Spielbetrieb teil, der ab dieser Saison niedrigsten Liga in Ostthüringen. Das Team erreichte den 1. Platz und stieg damit in die Kreisoberliga auf.

## Platzierungen der 1. Fußball-Männermannschaft (seit 1990/91)
- 1990/91–1999/2000 Landesliga Thüringen; Plätze 4 – 11
- 2000/01 Landesklasse Ost; Platz 16 (Abstieg)
- 2001/02–2004/05 Bezirksliga, Staffel 4; Plätze 2 – 6
- 2005/06 Bezirksliga, Staffel 4; Platz 1 (Aufstieg)
- 2006/07 Landesklasse Ost; Platz 5
- 2007/08 Landesklasse Ost; Platz 2
- 2008/09 Landesklasse Ost; Platz 1 (Aufstieg Thüringenliga)
- 2009/10 Thüringenliga; Platz 5
- 2010/11 Thüringenliga; Platz 4
- 2011/12 Thüringenliga; Platz 4
- 2012/13 Thüringenliga; Platz 7
- 2013/14 Thüringenliga; Platz 11
- 2014/15 Thüringenliga; Platz 7
- 2015/16 Thüringenliga; Platz 10
- 2016/17 Thüringenliga; Platz 14
- 2017/18 Landesklasse Ost; Platz 8
- 2018/19 1. Kreisklasse Ostthüringen, Staffel A; Platz 1 (Aufstieg Kreisliga)
- 2019/20 Kreisliga Ostthüringen, Staffel A; Platz 5
- 2020/21 Kreisliga Ostthüringen, Staffel A; aufgrund der COVID-19-Pandemie abgebrochen und annulliert
- 2021/22 Kreisliga Ostthüringen, Staffel A; Platz 1 (Aufstieg Kreisoberliga)
- 2022/23 Kreisoberliga Ostthüringen; Platz 2
- 2023/24 Kreisoberliga Ostthüringen; Platz 6
- 2024/25 Kreisoberliga Ostthüringen; Platz 11

## Stadion
Heimstätte des SV Motor ist die Skatbank-Arena (ehemals Waldstadion). 1957, anlässlich des 3. Kreissport- und Kulturfestes, wurde es als Leninstadion eingeweiht. Es besitzt eine Kapazität von 25.000 Zuschauern und ist somit das größte Stadion Thüringens. Im Jahr 2009 erfolgte die Umbenennung zur Skatbank-Arena. Sie ist ausgestattet mit einer großen elektronischen Anzeigetafel, einer Tribüne mit Schalensitzen (ca. 300 Plätze), einer Toiletteninsel, einem modernen Mannschaftsgebäude (2006 erbaut), VIP-Parkplätzen hinter der Tribüne sowie einem Parkplatz für die Gästemannschaft vor dem Mannschaftsgebäude. Das Gesamt-Areal umfasst zwei Rasenplätze (L/B: 105 m × 69 m) und seit Dezember 2009 einen oberligatauglichen Kunstrasenplatz (L/B: 90 m × 60 m).